# Sistema cristalino triclínico

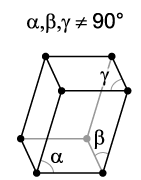
Diagrama axial do sistema triclínico.

O sistema cristalino triclínico agrupa todos as formas cristalinas que não podem ser acomodados em qualquer dos restantes sistemas, exibindo apenas simetria translacional ou inversão.
Possui três eixos cristalográficos, todos diferentes entre si, o mesmo acontecendo com os ângulos entre eles. Permite apenas dois grupos espaciais. Os cristais com este sistema caracterizam-se pela ausência de eixos ou planos de simetria, apresentando três eixos cristalográficos com comprimentos desiguais e oblíquos entre si. Compreende 9% das espécies minerais conhecidas, como rodonita, turquesa e microclínio, por exemplo.